# Afrosison
- Commons
- Wikispecies

Afrosison é um género botânico pertencente à família Apiaceae.
As espécies são endêmicas das regiões tropicais da África.

## Espécies
Apresenta três espécies:
- Afrosison djurense
- Afrosison gallabatense
- Afrosison schweinfurthii